# El Oued
El Oued o El Wadi è una città dell'Algeria, capoluogo della provincia omonima. La popolazione della città era di circa 139 000 abitanti al censimento del 1998.
Il nome "El Oued" (in arabo الواد) significa "il fiume", poiché la città sorge su un'oasi alimentata da un fiume sotterraneo.
El Oued è sede di un importante mercato. Altre attività economiche della città sono la coltivazioni di datteri e la produzione di mattoni edili.